# Homúnculo

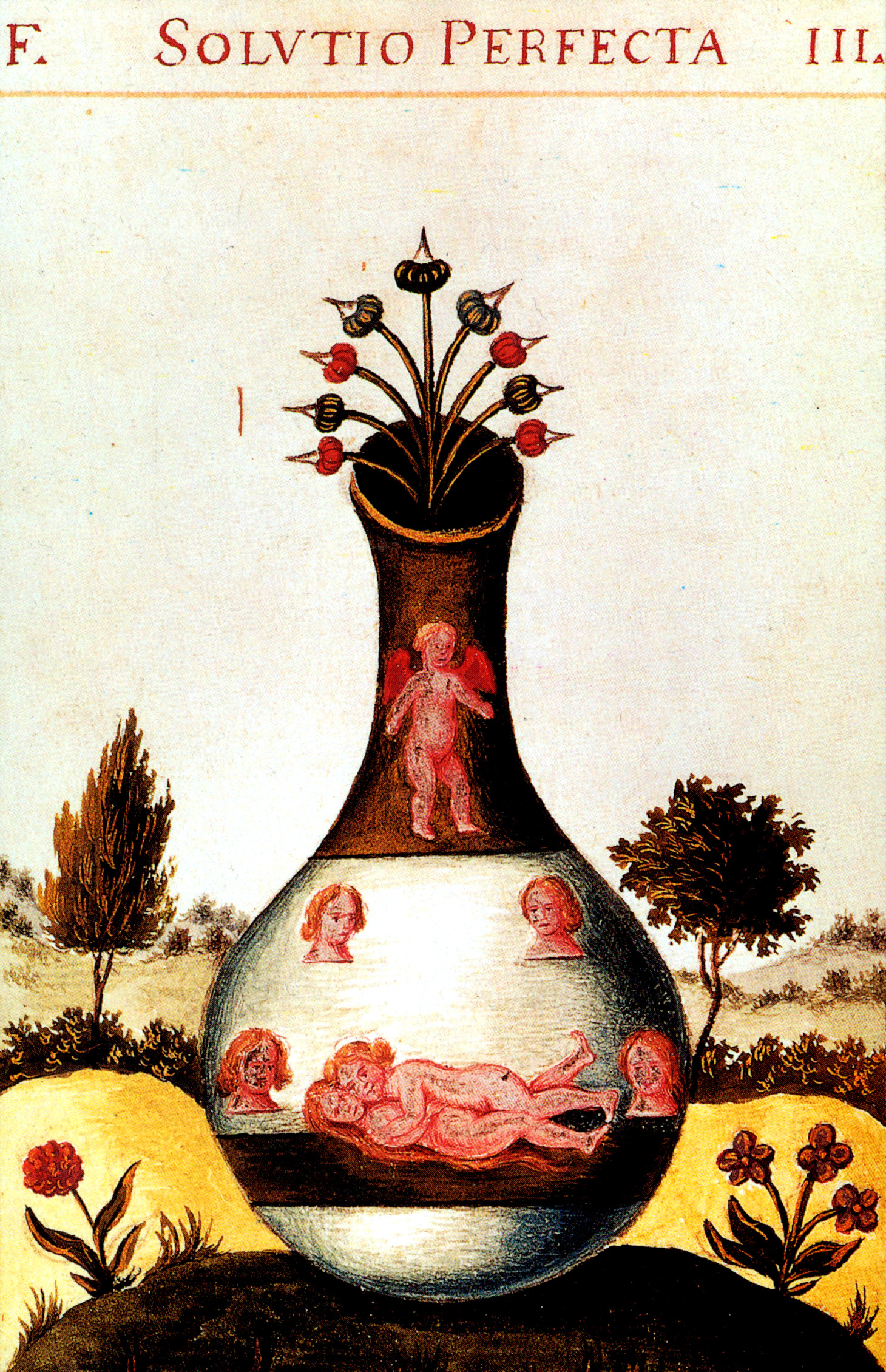
Pretiosissimum Donum Dei, grabado del siglo. Los textos de alquimia frecuentemente se ilustraban con imágenes de humanos dentro de vasijas, lo cual habría contribuido a crear la leyenda del homúnculo.

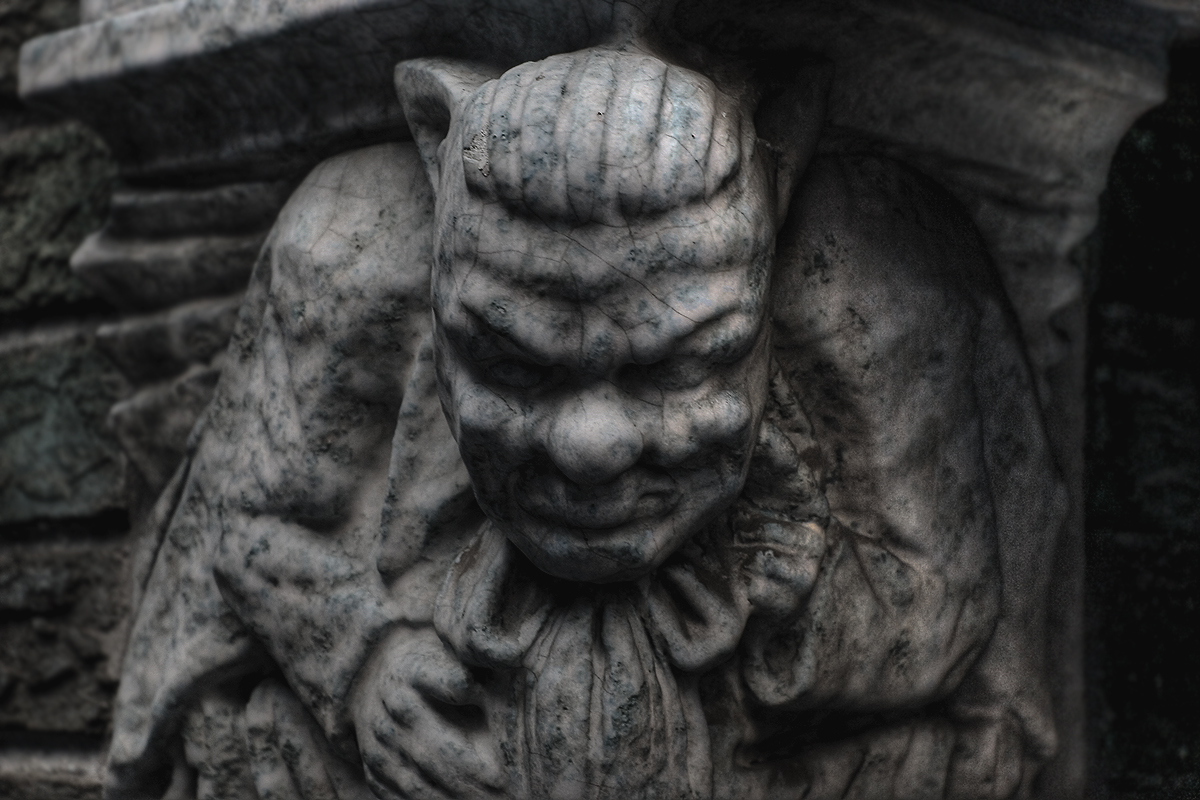
homúnculo

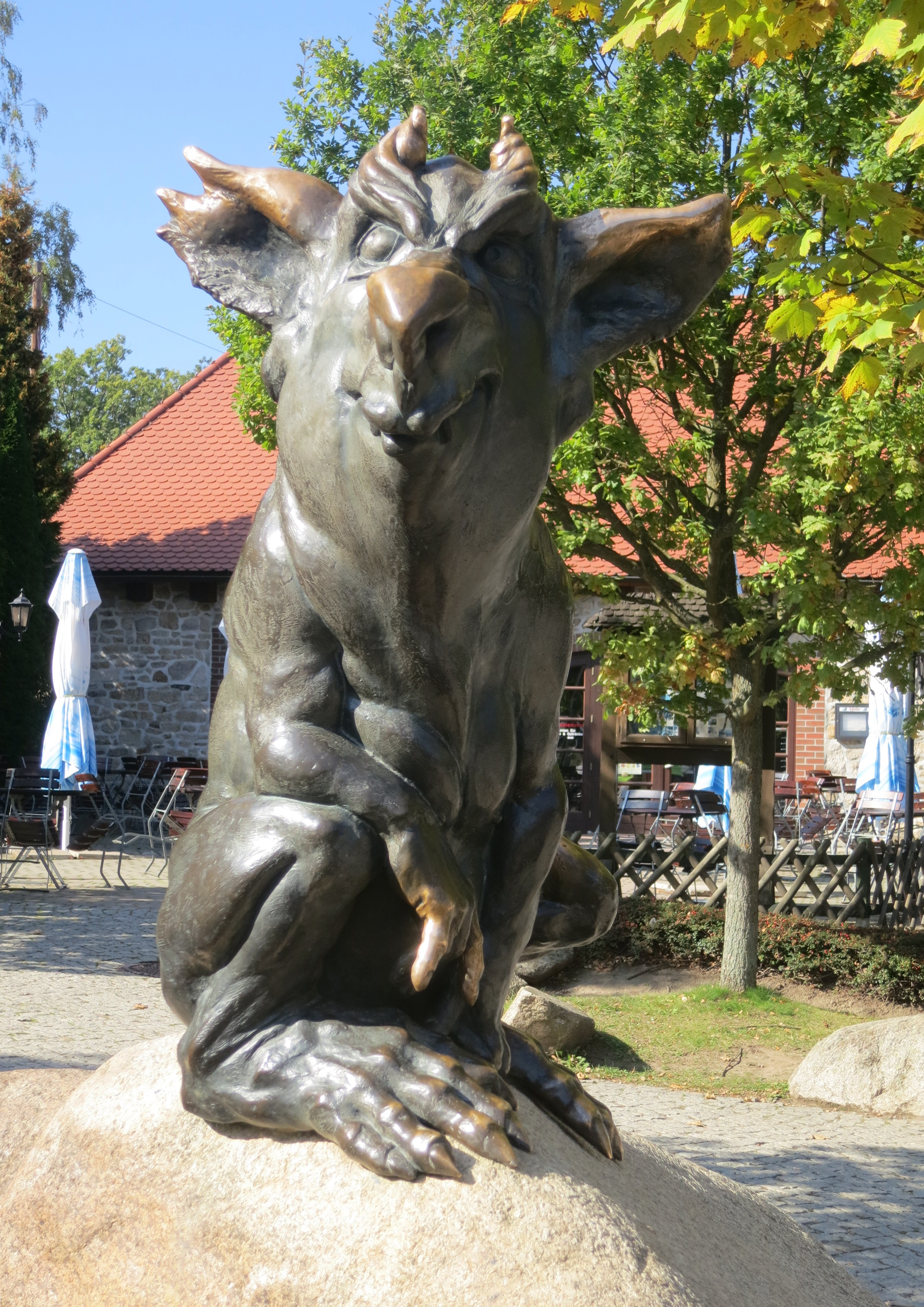
Hexentanzplatz - El asistente del diablo

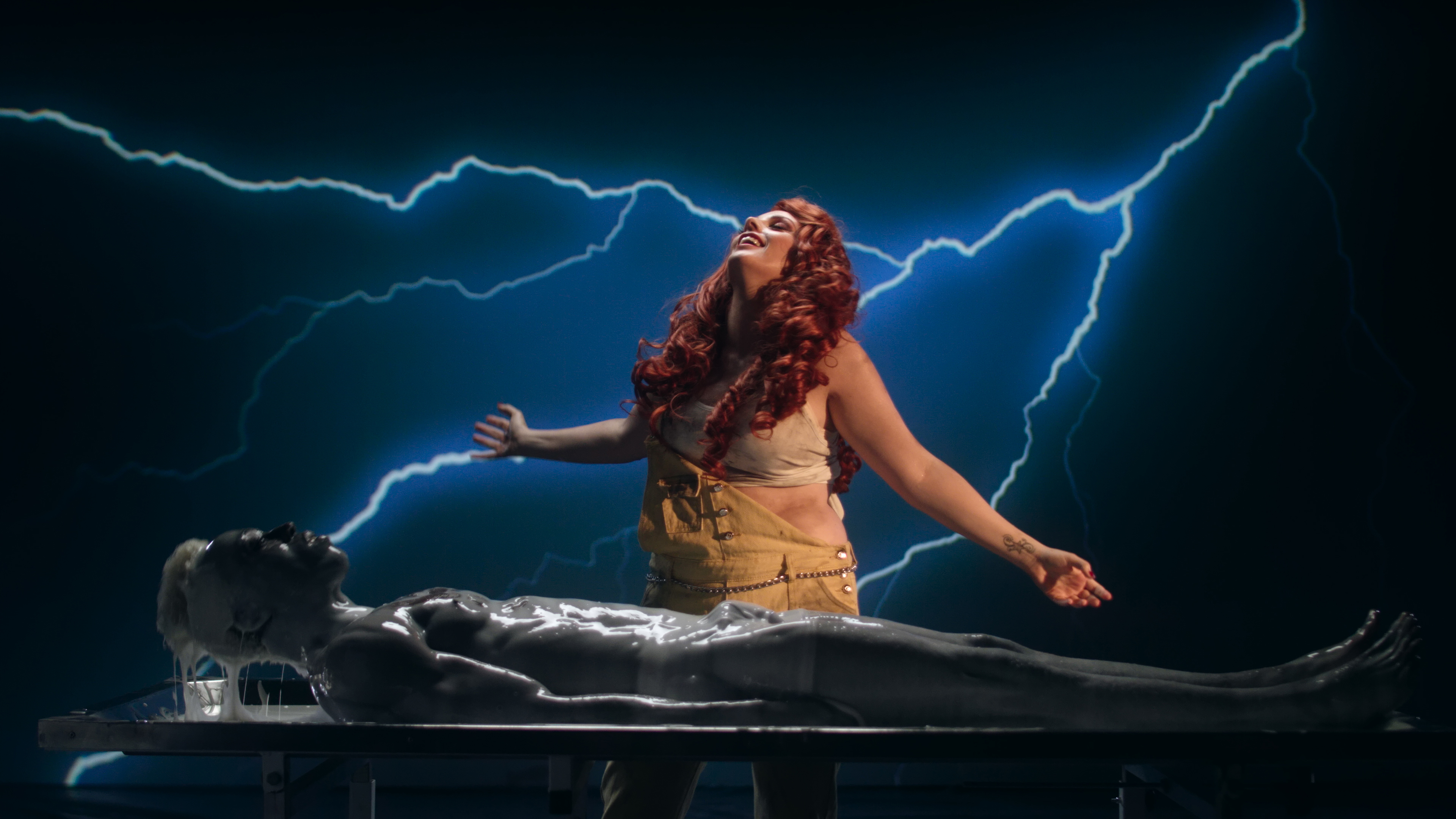
El último homúnculo de Fausto

homúnculo motor

homúnculo sensorial

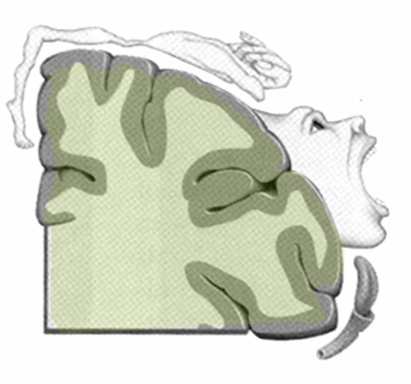
Homúnculo

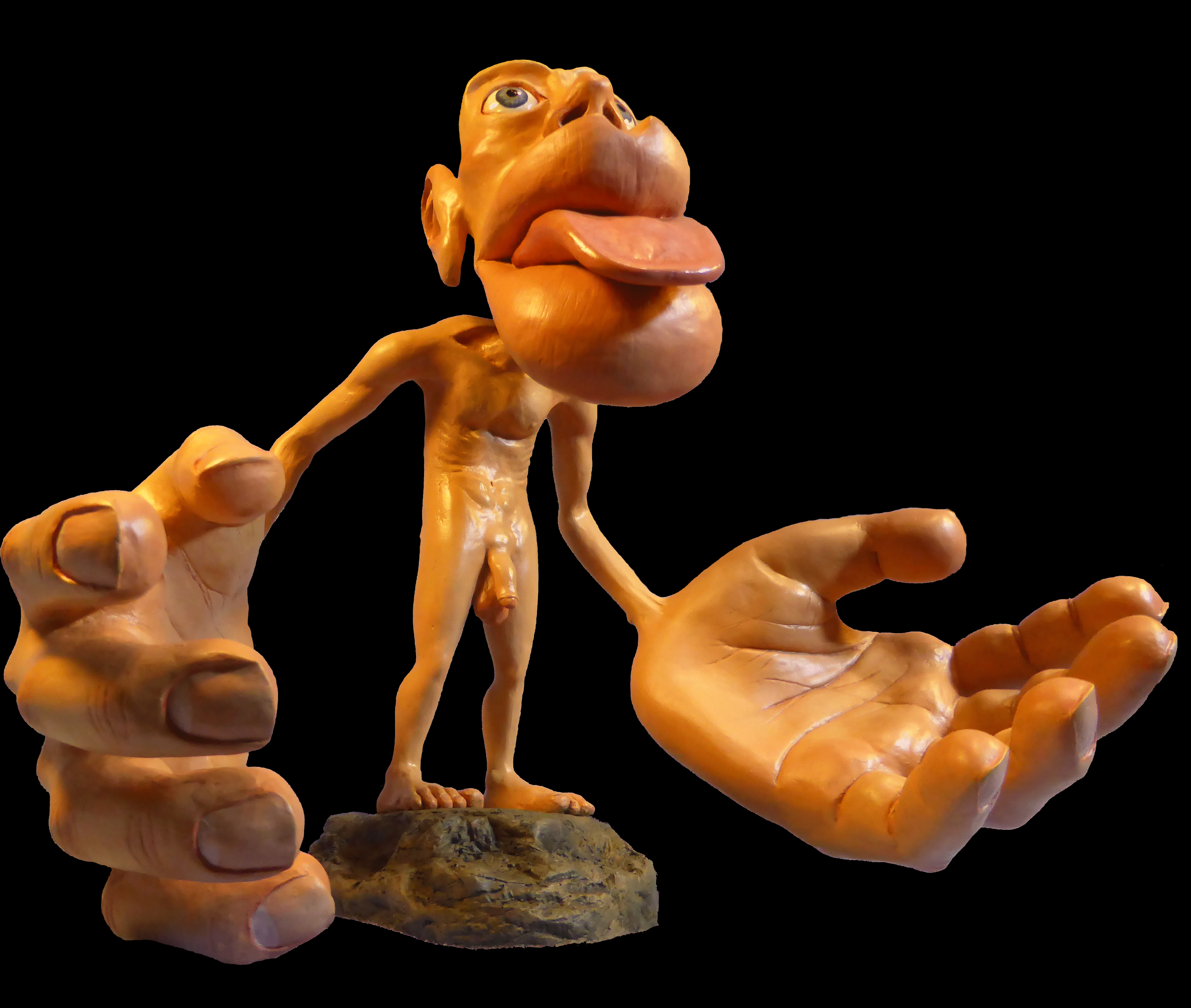
Frente del Homúnculo Sensorial

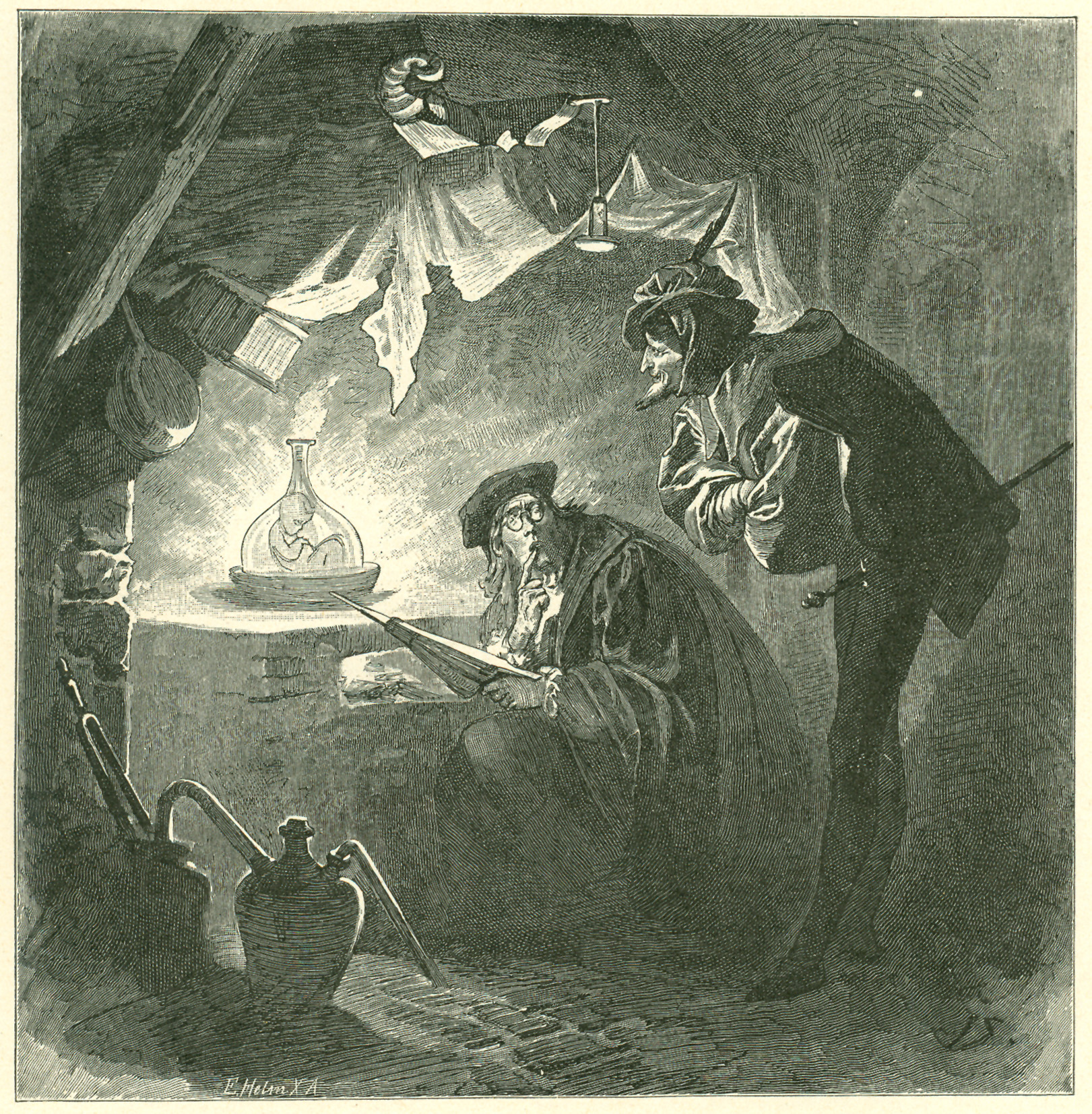
Homúnculo Simm Faust

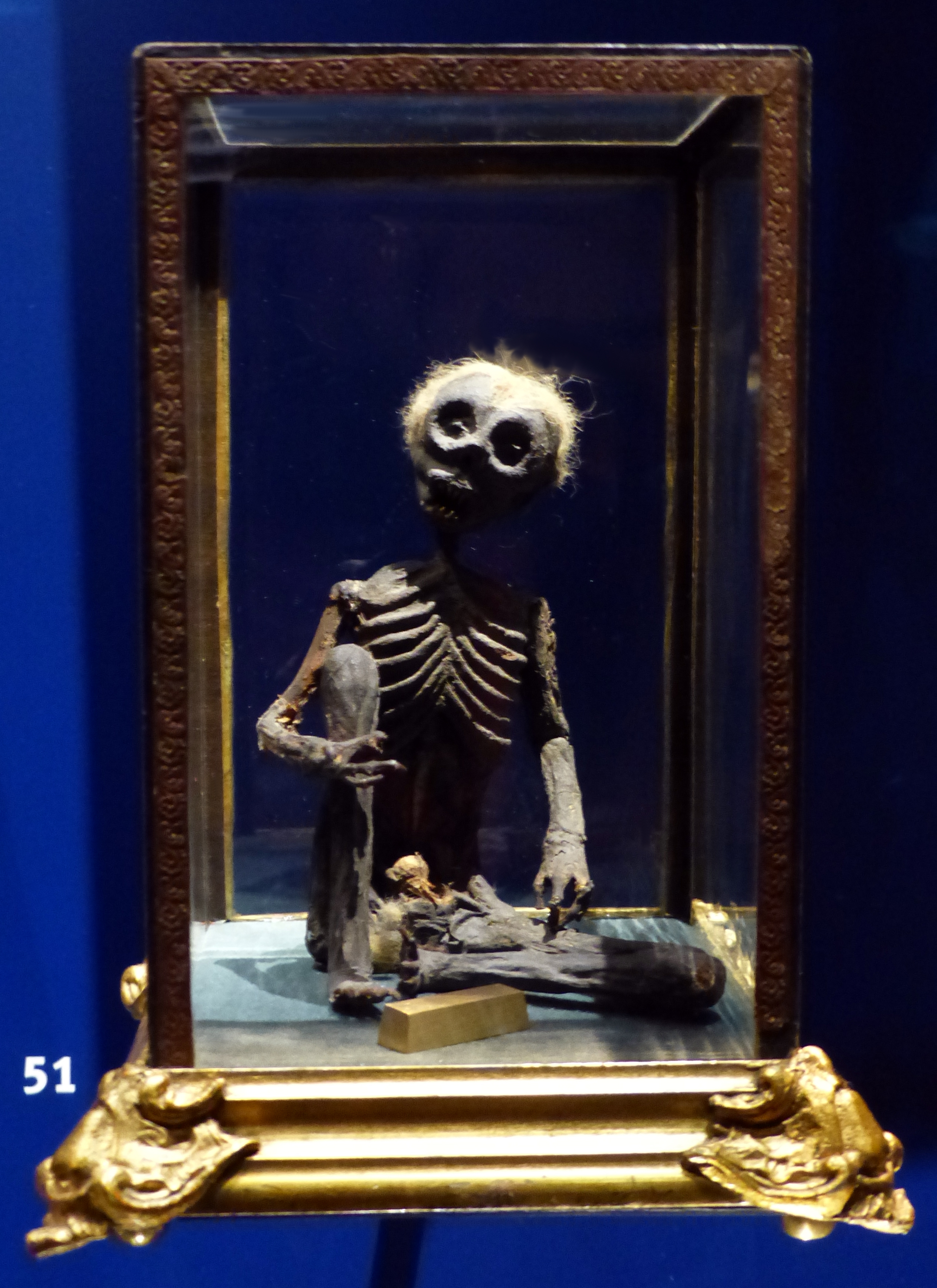
Homúnculo (Stuttgart)

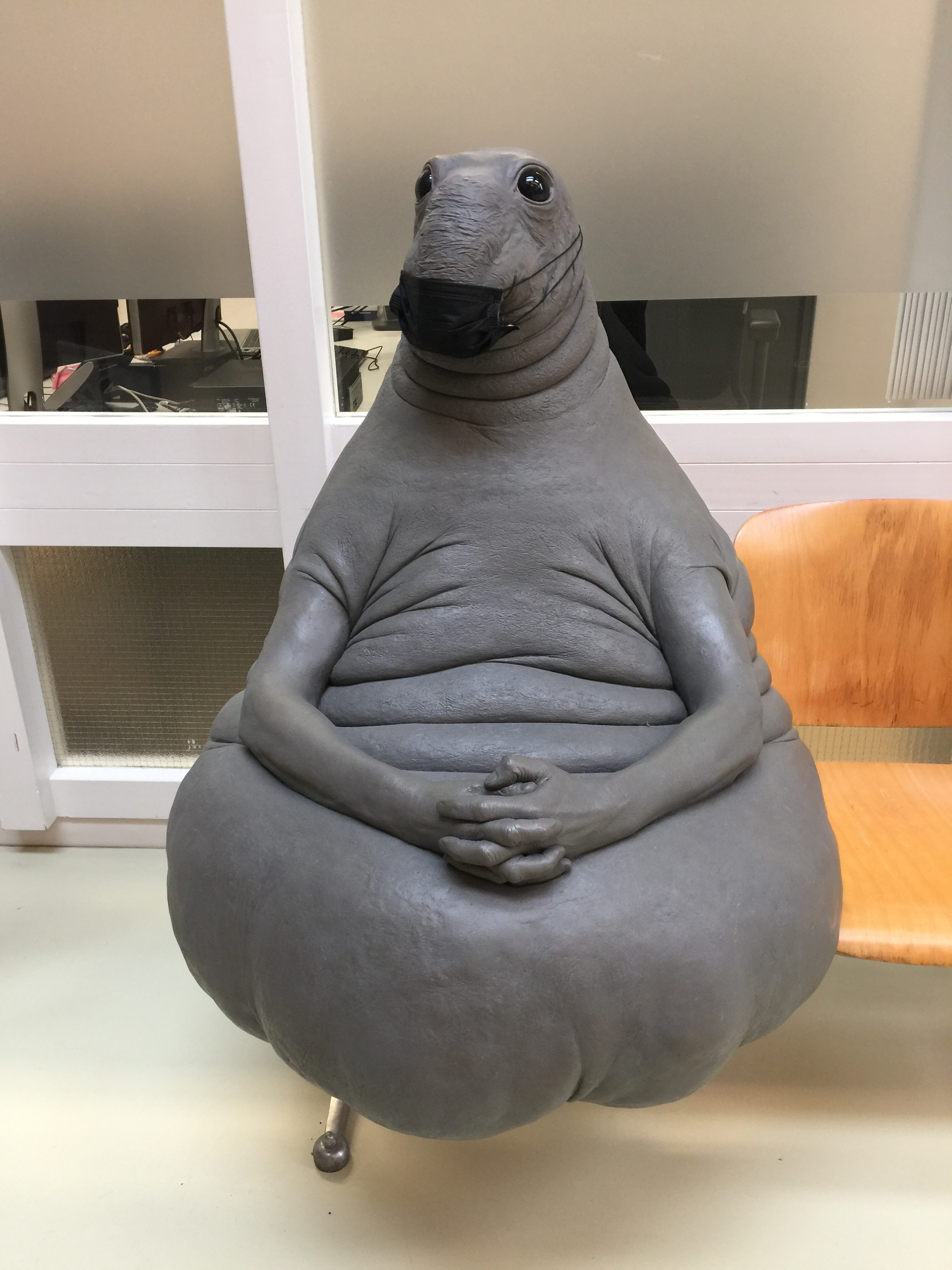
Homúnculo Loxodontus 2021

El término homúnculo  (del latín homunculus, ‘hombrecillo’; a veces escrito homonculus) es el diminutivo latino de «hombre» y se usa frecuentemente para ilustrar un arcano importante en alquimia. En el sentido hermético, es un actor primordial incognoscible, puede ser visto como una entidad o agente.

## Historia

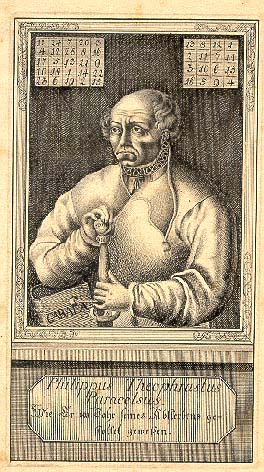
Paracelso hizo la primera mención de un homúnculo en De homunculis (c. 1529-1532), y De natura rerum (1537).

El término parece haber sido usado por primera vez por el alquimista Paracelso, quien una vez afirmó haber creado un homúnculo al intentar encontrar la piedra filosofal, uno de cuyos beneficios es la "juventud eterna". La criatura no habría medido más de 30 centímetros de alto y hacía el trabajo normalmente asociado con los golems. Sin embargo, tras poco tiempo, el homúnculo se volvía contra su creador y huía. La receta para crearlo consistía en una bolsa de carbón, mercurio, fragmentos de piel o pelo de cualquier humano o animal del que el homúnculo sería un híbrido. Todo esto había de enterrarse rodeado de estiércol de caballo durante cuarenta días, tiempo en el cual el embrión estaría formado en el seno de la Tierra.
Hay también variantes citadas por otros alquimistas. Una de ellas implicaba usar mandrágora. Las creencias populares sostenían que esta planta crecía donde caía al suelo el semen que los ahorcados emitían durante las últimas convulsiones antes de la muerte (o putrefacción en alquimia), además, sus raíces tiene una forma vagamente parecida hasta cierto punto a un ser humano. La raíz había de ser recogida antes del amanecer de una mañana de viernes por un perro negro, siendo entonces lavada y «alimentada» con leche y miel y, en algunas recetas, sangre, con lo cual se terminaría de desarrollar en un humano en miniatura que guardaría y protegería a su dueño. 
Un tercer método, citado por el doctor David Christianus en la Universidad de Giessen durante el siglo XVIII, era tomar un huevo puesto por una gallina negra, practicar un pequeño agujero en la cáscara, reemplazar una porción de clara del tamaño de una alubia por esperma humano, sellar la abertura con pergamino virgen y enterrar el huevo en estiércol el primer día del ciclo lunar de marzo. Tras treinta días surgiría del huevo un humanoide en miniatura que ayudaría y protegería a su creador a cambio de una dieta regular de semillas de lavanda y lombrices.[cita requerida]
El término homúnculo fue posteriormente usado en la discusión de la concepción y el nacimiento. En 1694, Nicolas Hartsoeker descubrió «animalúnculos» en el esperma de humanos y otros animales. La escasa resolución de aquellos primeros microscopios hizo parecer que la cabeza del espermatozoide era un hombre completo en miniatura. A raíz de ahí se desataron las teorías que afirmaban que el esperma era de hecho un «hombre pequeño» (homúnculo) que se ponía dentro de una mujer para que creciese hasta ser un niño; estos llegarían más tarde a ser conocidos como los espermistas. Se pensaba que ya desde Adán estaba enclaustrada toda la humanidad, que se iría transmitiendo a su descendencia. Esta teoría biológica permitía explicar de forma coherente muchos de los misterios de la concepción (por ejemplo, por qué necesita de dos). Sin embargo más tarde se señaló que si el esperma era un homúnculo, idéntico a un adulto en todo salvo en el tamaño, entonces el homúnculo debía tener su propio esperma. Esto llevó a una reducción al absurdo, con una cadena de homúnculos «siempre hacia abajo».
Por su parte Goethe también popularizó el término, ya que denominó homunculus al pequeño ser que creó el antiguo alumno de Fausto, Wagner, mediante operaciones quirúrgicas. 
Actualmente el término se usa de determinadas formas para describir sistemas que se cree que funcionan gracias a los «hombrecillos» de su interior. Por ejemplo, el homúnculo sigue siendo una de las principales teorías sobre el origen de la conciencia, que afirma que es una parte (o proceso) del cerebro cuyo cometido es ser «tú». El homúnculo se cita con frecuencia también en la cibernética, por razones similares o parecidas.

## Los homúnculos sensorial y motor
El término homúnculo se usa también comúnmente para describir una figura humana distorsionada dibujada para reflejar el espacio sensorial relativo que nuestras partes corporales representan en la corteza cerebral. Los labios, lengua, manos y pies son considerablemente más sensibles que otras partes del cuerpo, por lo que el homúnculo tiene labios, manos y pies extremadamente grandes.
Wilder Penfield usaba una imagen parecida para representar el cuerpo según la superficie del córtex motor que las controlaba en movimiento voluntario. Esto se llama homúnculo de Penfield. A veces visto como un mapa cerebral del cuerpo, el homúnculo motor es en realidad un mapa de la asociación proporcional del córtex con los miembros del cuerpo. También refleja la propiocepción cinestésica, es decir, cómo se siente el cuerpo al moverse. Desempeña un papel principal en el fenómeno de los miembros fantasmas y su opuesto, la desaparición de miembros corporales de la percepción consciente presente en ciertas lesiones cerebrales. Por ejemplo el pulgar, que se usa en miles de actividades complejas, aparece mucho más grande que el muslo, que tiene un movimiento relativamente simple. El homúnculo motor evoluciona con la edad y difiere de una persona a otra. La mano en el cerebro de un niño es diferente a la mano en el cerebro de un pianista. Este tipo de diferencias está abierto a introspección. Por ejemplo, la mayor parte de las personas pueden flexionar y extender la punta del pulgar a voluntad con bastante facilidad, pero relativamente poca gente puede hacer movimientos análogos con el resto de los dedos. La diferencia se debe a las variaciones en la organización funcional de las áreas del cerebro relacionadas.

## El razonamiento del homúnculo en la filosofía de la mente
En medida que el razonamiento del homúnculo explica un fenómeno en términos del propio fenómeno que se supone que explica (Richard Gregory, 1987) cae con frecuencia en el paralogismo y en el dialelo. Aunque no todas las teorías que recurren a homúnculos merecen ser rechazadas, generalmente los razonamientos del homúnculo suelen ser falaces, sobre todo si se les atribuye a los hombrecillos la realización de tareas complejas. En la psicología y la filosofía de la mente los razonamientos del homúnculo son extremadamente útiles para detectar los puntos en los que las teorías sobre la mente fallan o son incompletas.
Los razonamientos del homúnculo son frecuentes en la teoría de la visión. Considere a una persona viendo una película. Esta ve las imágenes como algo ajeno a ella, proyectado en una pantalla. ¿Cómo puede ocurrir esto? Una teoría simple podría proponer que la luz de la pantalla forma una imagen en las retinas de los ojos y que algo en el cerebro la ve como si estuviesen en la pantalla. El razonamiento del homúnculo indica que esto no es una explicación completa porque todo lo que propone es situar a una nueva persona u homúnculo detrás del ojo, mirando a la retina. Una teoría más sofisticada podría proponer que las imágenes en las retinas son transmitidas al córtex visual donde son procesadas. De nuevo, esto no puede ser una explicación completa porque todo lo que propone es situar al homúnculo en el cerebro, tras el córtex. En la teoría de la visión el razonamiento del homúnculo invalida las teorías que no explican la «proyección», la experiencia que separa el punto de vista de las cosas que se ven. (Adaptado de Gregory, 1987/1990.)
Un razonamiento del homúnculo debe formularse de tal forma que la conclusión sea siempre que si se necesita un homúnculo, entonces la teoría está equivocada. Al fin y al cabo, los homúnculos no existen.
Muy pocas personas propondrían que realmente hay un hombrecillo en el cerebro examinando la actividad cerebral. Sin embargo, estas propuestas se han hecho, como en las teorías del «hombre de paja» sobre la mente. Gilbert Ryle (1949) propuso que la mente humana se reconoce por sus actos inteligentes (véase la regresión de Ryle). Ryle arguyó que si hay un ser interior dentro del cerebro que dirigiera sus propios pensamientos entonces esto llevaría a un ciclo repetitivo absurdo o regresión antes de que un pensamiento pudiera darse:

Según la leyenda, cada vez que un agente hace algo inteligente, su acto va precedido y es dirigido por otro acto interno de considerar una proposición regulativa apropiada a su problema práctico.

[...] Debemos afirmar entonces que para las reflexiones [del agente] sobre cómo actuar inteligentemente, ¿éste debe primero reflexionar sobre cómo reflexionar correctamente sobre cómo actuar? La infinitud de esta regresión implícita muestra que la aplicación de la adecuabilidad no supone la ocurrencia de un proceso de contemplación de este criterio.

El razonamiento del homúnculo y el argumento de la regresión suelen ser considerados iguales pero no es así. El razonamiento del homúnculo afirma que si se necesita un hombrecillo para completar una teoría entonces esta es errónea. El argumento de la regresión afirma que un agente inteligente necesitaría pensar antes de poder tener un pensamiento.
Si el razonamiento del homúnculo se aplica al problema del agente inteligente se obtiene un resultado sutilmente diferente del argumento de la regresión. El razonamiento del homúnculo aplicado a la teoría de Ryle sería expresado en términos de si la cualidad mental de «reflexionar sobre cosas internamente» puede ser explicada por la teoría de que la mente consiste en «actos inteligentes» sin la necesidad de un homúnculo. La respuesta, proporcionada por la propia lógica de Ryle, es que la reflexión interna necesitaría al homúnculo para evitar que se convirtiera en una regresión infinita. Por tanto con estas suposiciones el razonamiento del homúnculo no apoya la teoría de que la mente se deba completamente a los actos inteligentes.
El ejemplo de la teoría de Ryle demuestra otro aspecto del razonamiento del homúnculo en el que es posible atribuir a la mente diversas propiedades tales como una «reflexión interna» que no son universalmente aceptadas y usarlas argumentativamente para declarar que una teoría sobre la mente no es válida.